# 后记

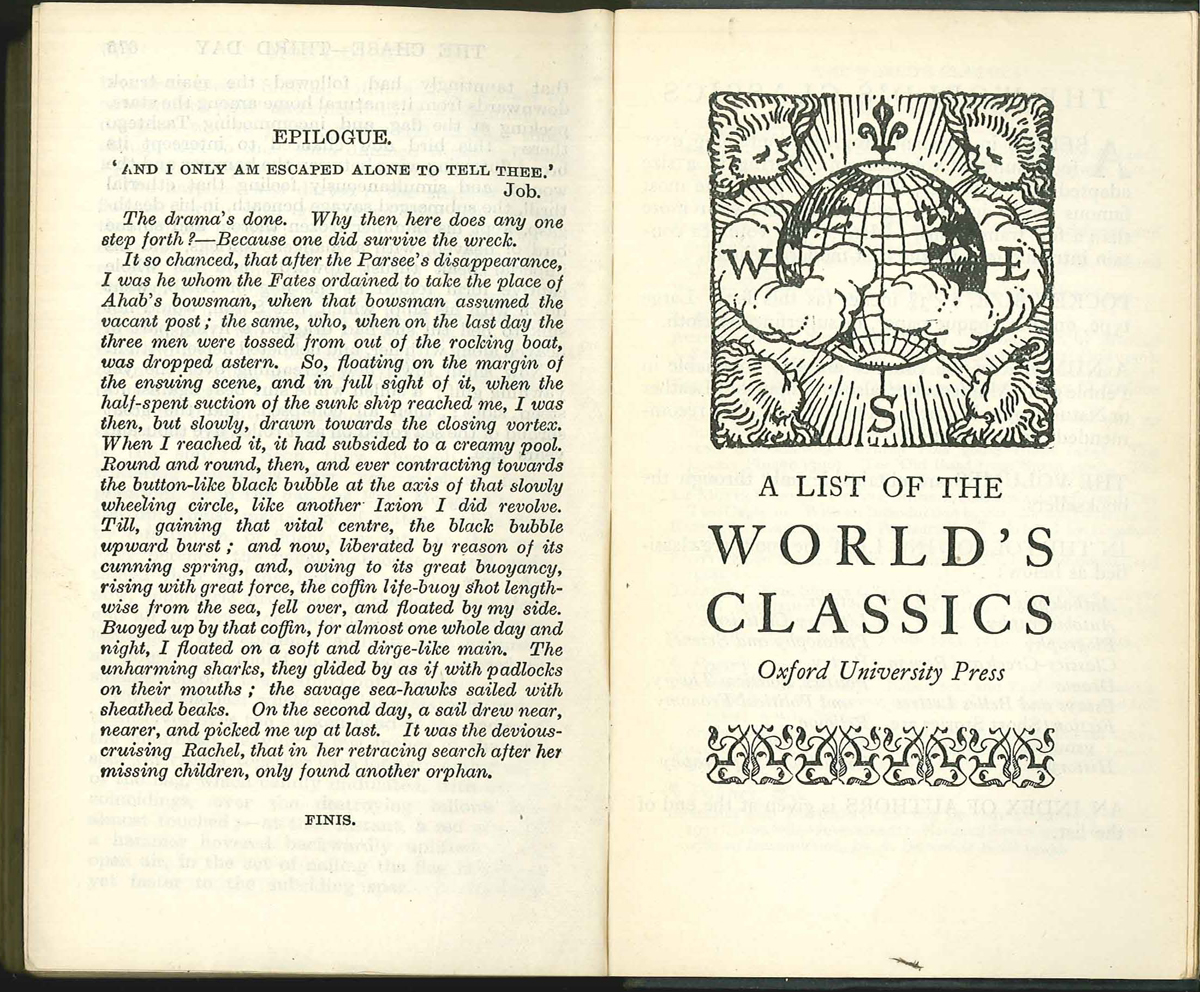
后记

后记，也称跋、书后、后序、后题等，是一種文體的名稱，写在作品或书籍之后的序文，用以介绍写作经过，或对作品进行评价。和前言不同，后记篇幅往往较小，内容不如前言全面，所涉者多為「評介、鑑定或考據等性質」之內容。
后记一词早在唐朝韩愈所做的《科斗书后记》中便已使用，使用“X后”的例子，有欧阳修写的《书梅圣俞稿后》、曾巩写的《书魏郑公传后》、王安石写的《书李文公集后》等。

## 跋
清 段玉裁《說文解字注》：「引伸爲近人題跋字。題者標其前。跋者繫其後也。」